# Moeda
Moeda is een gemeente in de Braziliaanse deelstaat Minas Gerais. De gemeente telt 4.667 inwoners (schatting 2009).

## Aangrenzende gemeenten
De gemeente grenst aan Belo Vale, Brumadinho, Itabirito en Ouro Preto.